# Rajd ELPA 1992
Rajd Elpa 1992 (17. Rally Elpa Halkidiki) – 17. edycja rajdu samochodowego Rajd Elpa rozgrywanego w Grecji. Rozgrywany był od 22 do 24 sierpnia 1992 roku. Była to trzydziesta trzecia runda Rajdowych Mistrzostw Europy w roku 1992 (rajd miał najwyższy współczynnik – 20) i piąta runda Rajdowych Mistrzostw Grecji. Składał się z 20 odcinków specjalnych.

## Klasyfikacja rajdu
| Miejsce                      | Kierowca                     | Pilot                        | Samochód                     | Czas                         | Strata                       |                              |
| Klasyfikacja generalna i ERC | Klasyfikacja generalna i ERC | Klasyfikacja generalna i ERC | Klasyfikacja generalna i ERC | Klasyfikacja generalna i ERC | Klasyfikacja generalna i ERC | Klasyfikacja generalna i ERC |
| ---------------------------- | ---------------------------- | ---------------------------- | ---------------------------- | ---------------------------- | ---------------------------- | ---------------------------- |
| 1.                           | Erwin Weber                  | Manfred Hiemer               | Mitsubishi Galant VR-4       | 4:15:29                      | 0.0                          |                              |
| 2.                           | Enrico Bertone               | Flavio Zanella               | Lancia Delta HF Integrale    | 4:16:40                      | +1:11                        |                              |
| 3.                           | Marian Bublewicz             | Grzegorz Gac                 | Ford Sierra RS Cosworth 4x4  | 4:17:40                      | +2:11                        |                              |
| 4.                           | Mamdouh Khayyat              | Dave Nicholson               | Lancia Delta HF Integrale    | 4:24:06                      | +8:37                        |                              |
| 5.                           | Serdar Bostanci              | Cihat Gürkan                 | Ford Sierra RS Cosworth 4x4  | 4:26:20                      | +10:51                       |                              |
| 6.                           | Stratis Hatzipanayiotou      | Tonia Pavli                  | Nissan Sunny GTI-R           | 4:27:44                      | +12:15                       |                              |
| 7.                           | Notis Giagnissis             | Giorgos Kerantzakis          | Mazda 323 GTX                | 4:35:33                      | +20:04                       |                              |
| 8.                           | Josef Sivík                  | Miroslav Houšť               | Lancia Delta HF Integrale    | 4:38:34                      | +23:05                       |                              |
| 9.                           | Sotiris Kokkinis             | Stathis Mokkas               | Peugeot 205 Rallye           | 4:38:51                      | +23:22                       |                              |
| 10.                          | Sotiris Hatzitsopanis        | Athanassia Polimerou         | Mazda 323 GTX                | 4:40:56                      | +25:27                       |                              |